# Trường Khánh Huệ Lăng
Trường Khánh Huệ Lăng (zh: 長慶慧稜, chángqìng huìléng, ja: chōkei e-ryō, 854-932) là Thiền sư Trung Quốc đời Hậu Đường, nối pháp Tuyết Phong Nghĩa Tồn. Dưới sư có 26 đệ tử ngộ đạo. 

## Cơ duyên và hàng trạng
Sư họ Tôn, quê ở Diêm Quan, Hàn Châu. Năm 13 tuổi, sư xuất gia và thụ giới tại chùa Thông Huyền, Tô Châu. Kế đến, sư đi tham vấn với nhiều vị Thiền sư trong đó có Linh Vân Chí Cần.

Sau, sư đến Tuyết Phong và ở lại đây. Mặc dù nhiều lần đến Tuyết Phong độc tham nhưng sư vẫn không ngộ nhập. Tương truyền sư ngồi rách bảy cái bồ đoàn mà vẫn không hội. Tuyết Phong bảo sẽ giao cho sư một thang thuốc dành cho một con ngựa chết nếu sư chấp nhận và khuyên sư từ nay không nên đến độc tham nữa, cứ toạ thiền im lặng như một cột trụ trong lửa nhiều năm, sau sẽ tự ngộ. Một đêm, sau đó khoảng hơn hai năm thực hiện lời dạy này bỗng nhiên tâm sư náo động. sư không ngồi yên được và đứng dậy đi dạo trong vườn. Khi trở về, sư cuốn rèm tre lên thấy ngọn đèn leo lét bỗng nhiên đại ngộ. sư liền làm bài kệ:
Rất sai cũng rất sai
Vừa cuốn rèm lên thấy thiên hạ
Có người hỏi ta là tông gì
Cầm cây phất tử nhằm miệng đánh.
(Dã đại sai hĩ dã đại sai hĩ
Quyện khởi liêm lai kiến thiên hạ
Hữu nhân vấn ngã thị hà tông

Niêm khởi phất tử phách khẩu đả)
Thiền sư Huyền Sa không tin, cho rằng bài kệ này do thần thức làm và muốn thử lại. sư bèn trình bài kệ thứ hai rất nổi tiếng:
Chính trong vạn tượng hiện toàn thân
Chỉ người tự nhận mới là gần
Thuở xưa lầm nhắm ngoài đường kiếm
Ngày nay xem lại: Băng trong lò!
(Vạn tượng chi trung độc lộ thân
Duy nhân tự khẳng nãi vi thân
Tích thời mậu hướng đồ trung mịch

Kim nhật khán như hoả lí băng)
Tuyết Phong nghe kệ nhìn Huyền Sa bảo: "Không thể do ý thức làm ra". Sau, sư hỏi Tuyết Phong: "Một đường từ trước chư Thánh truyền trao thỉnh thầy chỉ dạy". Tuyết Phong lặng thinh, sư lễ bái rồi lui. Tuyết Phong mỉm cười thầm ấn khả.
Sư ở Tuyết Phong 29 năm, sau đó nhận lời mời của Thích sử Huyền Châu là Vương Diên Bân đến trụ trì tại Chiêu Khánh. Chẳng bao lâu, sư lại nhận lời đến trụ trì tại Tây Viện, phủ Trường Lạc, để hiệu là Trường Khánh.
Một hôm sư dạy chúng: "Nếu ta thuần nêu xướng tông thừa thì nên đóng kín cửa pháp đường bởi do Tột pháp thì không dân". Một vị tăng hỏi: "Chẳng sợ không dân, thỉnh thầy tột pháp", sư bảo: "Lại bỏ rơi chỗ nào?".
Sư hoằng hóa 27 năm, môn đệ có đến 1500 người, môn phong của Tuyết Phong cao vút. Đến đời Hậu Đường niên hiệu Trường Hưng năm thứ ba (932), ngày 17 tháng năm, sư viên tịch, thọ 79 tuổi, 60 tuổi hạ.